# Wiśniewo (powiat iławski)
Wiśniewo – wieś w Polsce położona w województwie warmińsko-mazurskim, w powiecie iławskim, w gminie Lubawa.
W okresie międzywojennym w miejscowości stacjonowała placówka Straży Celnej „Wiśniewo” a następnie placówka Straży Granicznej I linii „Wiśniewo”.
W latach 1975–1998 miejscowość należała administracyjnie do województwa olsztyńskiego. 